# A Debreceni VSC 2001–2002-es szezonja
A Debreceni VSC 2001–2002-es szezonja szócikk a Debreceni VSC első számú férfi labdarúgócsapatának egy szezonjáról szól, mely sorozatban a 9., összességében pedig a 24. idénye a csapatnak a magyar első osztályban. A klub fennállásának ekkor volt a 99. évfordulója.

## Mérkőzések
| Színmagyarázat | Színmagyarázat |
| -------------- | -------------- |
|                | Győzelem.      |
|                | Döntetlen.     |
|                | Vereség.       |

### UEFA-kupa
Selejtezőkör
| 2001. augusztus 9. 20:15 |

| Debreceni VSC                                    | 3 – 0   | Nistru Otaci                                |
| ------------------------------------------------ | ------- | ------------------------------------------- |
| Bajzát 25' 27' Ulveczki 35' Tiber 82' Kovács 66' | (2 – 0) | Lupasco 2' Arabadzhy 30' Laşcencov 55′, 81′ |

| Oláh Gábor utcai stadion, Debrecen Nézőszám: 3 500 |

| 2001. augusztus 23. 19:00 |

| Nistru Otaci                                                                    | 1 – 0   | Debreceni VSC |
| ------------------------------------------------------------------------------- | ------- | ------------- |
| Chmakov 53' (11-esből) Groshev 54' Shkhetiani 57' Tcaciuc 66' Kapusteanskii 83' | (0 – 0) | Bajzát 35'    |

| Republican Stadion, Chișinău Nézőszám: 2 000 |

Első kör
| 2001. szeptember 20. 21:00 |

| Girondins de Bordeaux                                    | 5 – 1   | Debreceni VSC                           |
| -------------------------------------------------------- | ------- | --------------------------------------- |
| Pauleta 12' 77' Christian 42' Dugarry 51' 54' Grenet 18' | (2 – 1) | Tiber 38' Bernáth 39' Sketiani 42′, 45′ |

| Stade Chaban Delmas, Bordeaux Nézőszám: 15 000 |

| 2001. szeptember 27. 17:30 |

| Debreceni VSC                                         | 3 – 1   | Girondins de Bordeaux |
| ----------------------------------------------------- | ------- | --------------------- |
| Plókai 44' 70' Kerekes 58' (11-esből) 68' Bernáth 84' | (1 – 0) | Pauleta 80' Ramé 58'  |

| Oláh Gábor utcai stadion, Debrecen Nézőszám: 7 000 |

### Borsodi Liga 2001–02

#### Őszi fordulók
| 1. forduló 2001. július 14. |

| Győri ETO | 0 – 1   | Debreceni VSC          |
| --------- | ------- | ---------------------- |
|           | (0 – 1) | Tiber 40' Vadicska 50' |

| Rába ETO Stadion, Győr Nézőszám: 5 000 Játékvezető: Megyebíró János (magyar) |

| 2. forduló 2001. július 21. |

| Debreceni VSC                        | 0 – 1   | Videoton                                 |
| ------------------------------------ | ------- | ---------------------------------------- |
| Vadicska 53' Plókai 67' Bajzát 90+3' | (0 – 1) | Bekő 8' Csató 25' Hamar 33' Pomper 90+3' |

| Oláh Gábor utcai stadion, Debrecen Nézőszám: 6 000 Játékvezető: Szabó Zsolt (magyar) |

| 3. forduló 2001. július 28. |

| Debreceni VSC           | 0 – 3   | MTK Hungária                                                    |
| ----------------------- | ------- | --------------------------------------------------------------- |
| Bajzát 18' Szatmári 63' | (0 – 1) | Illés 32' 63' 70′, 87′ Győri 76' Jezdimirović 16' Smiljanić 80' |

| Oláh Gábor utcai stadion, Debrecen Nézőszám: 5 500 Játékvezető: Bede Ferenc (magyar) |

| 4. forduló 2001. augusztus 4. |

| Dunaferr SE                   | 4 – 0   | Debreceni VSC            |
| ----------------------------- | ------- | ------------------------ |
| Tököli 10' 85' 89' Penksa 14' | (2 – 0) | Vadicska 42' Bernáth 68' |

| Dunaújváros Nézőszám: 2 000 Játékvezető: Ábrahám Attila (magyar) |

| 5. forduló 2001. augusztus 12. |

| Debreceni VSC          | 1 – 1   | Zalaegerszegi TE                            |
| ---------------------- | ------- | ------------------------------------------- |
| Bajzát 43' Majoroš 68' | (1 – 1) | Egressy 27' Kenesei 9' Molnár 87' Csóka 88' |

| Oláh Gábor utcai stadion, Debrecen Nézőszám: 7 000 Játékvezető: Megyebíró János (magyar) |

| 6. forduló 2001. augusztus 18. |

| Haladás        | 1 – 1   | Debreceni VSC          |
| -------------- | ------- | ---------------------- |
| Preisinger 11' | (1 – 0) | Tiber 60' Sketiani 76' |

| Rohonci úti stadion, Szombathely Nézőszám: 6 000 Játékvezető: Arany Tamás (magyar) |

| 7. forduló 2001. augusztus 26. |

| Debreceni VSC                              | 2 – 2   | Kispest–Honvéd                                                    |
| ------------------------------------------ | ------- | ----------------------------------------------------------------- |
| Tiber 9' Bajzát 66' Plókai 44' Bernáth 84' | (1 – 1) | Sasu 29' Balint 49' Dubecz 21' Aranyos 34' Fabrizio 37' Pasić 42' |

| Oláh Gábor utcai stadion, Debrecen Nézőszám: 6 000 Játékvezető: Hajdó Attila (magyar) |

| 8. forduló 2001. szeptember 8. |

| Ferencváros                       | 0 – 1               | Debreceni VSC                           |
| --------------------------------- | ------------------- | --------------------------------------- |
| Pinte 31' Zombori 52' Cheregi 90′ | (0 – 0) Jegyzőkönyv | Kuttor 74' 26' Bernáth 20' Vadicska 77' |

| Üllői út, Budapest Nézőszám: 6 200 Játékvezető: Juhos Attila (magyar) |

| 9. forduló 2001. szeptember 16. |

| Debreceni VSC                                                     | 4 – 0   | Újpest             |
| ----------------------------------------------------------------- | ------- | ------------------ |
| Nenadić 4' Plókai 45' Tiber 58' Böőr 66' Szatmári 7' Sketiani 39' | (2 – 0) | Tokody 60' Lőw 84' |

| Oláh Gábor utcai stadion, Debrecen Nézőszám: 6 000 Játékvezető: Bukovics József (magyar) |

| 10. forduló 2001. szeptember 23. |

| Vasas                              | 1 – 1   | Debreceni VSC                            |
| ---------------------------------- | ------- | ---------------------------------------- |
| Kerényi 30' 52' Cvetković 45′, 86′ | (1 – 0) | Radojičić 87' 87' Vadicska 48' Tiber 89′ |

| Fáy utca, Budapest Nézőszám: 2 500 Játékvezető: Hanacsek Attila (magyar) |

| 11. forduló 2001. szeptember 30. |

| Debreceni VSC   | 1 – 0   | FC Sopron                                     |
| --------------- | ------- | --------------------------------------------- |
| Majoroš 68' 37' | (0 – 0) | Salagean 28' Tóth M. 39' Vincze 55' Varga 58' |

| Oláh Gábor utcai stadion, Debrecen Nézőszám: 5 000 Játékvezető: Megyebíró János (magyar) |

| 12. forduló 2001. október 13. |

| Debreceni VSC | 1 – 1   | Győri ETO           |
| ------------- | ------- | ------------------- |
| Plókai 52'    | (0 – 0) | Oross 82' Vasas 33' |

| Oláh Gábor utcai stadion, Debrecen Nézőszám: 6 000 Játékvezető: Hajdó Attila (magyar) |

| 13. forduló 2001. október 20. |

| Videoton                                              | 3 – 1   | Debreceni VSC          |
| ----------------------------------------------------- | ------- | ---------------------- |
| Pomper 13' Terjék 75' Gajić 81' Földes 27' Szalai 45' | (1 – 0) | Nenadić 64' Bajzát 74' |

| Sóstói Stadion, Székesfehérvár Nézőszám: 2 000 Játékvezető: Szarka Zoltán (magyar) |

| 14. forduló 2001. október 23. |

| MTK Hungária          | 1 – 0   | Debreceni VSC            |
| --------------------- | ------- | ------------------------ |
| Illés 45' Komlósi 26' | (1 – 0) | Vadicska 10' Bernáth 55' |

| Hungária körút, Budapest Nézőszám: 3 000 Játékvezető: Ábrahám Attila (magyar) |

| 15. forduló 2001. október 27. |

| Debreceni VSC                                   | 2 – 2   | Dunaferr SE             |
| ----------------------------------------------- | ------- | ----------------------- |
| Nenadić 77' Bajzát 90+4' Plókai 78′ Bernáth 90' | (0 – 1) | Kiss 12' Tököli 55' 82' |

| Oláh Gábor utcai stadion, Debrecen Nézőszám: 4 500 Játékvezető: Kassai Viktor (magyar) |

| 16. forduló 2001. november 3. |

| Zalaegerszegi TE              | 3 – 1   | Debreceni VSC |
| ----------------------------- | ------- | ------------- |
| Egressy 18' 65' Waltner 90+1' | (1 – 1) | Nenadić 77'   |

| ZTE Stadion, Zalaegerszeg Nézőszám: 9 500 Játékvezető: Juhos Attila (magyar) |

| 17. forduló 2001. november 10. |

| Debreceni VSC                        | 2 – 0   | Haladás               |
| ------------------------------------ | ------- | --------------------- |
| Plókai 47' Kerekes 90+2' Bernáth 71' | (0 – 0) | Nagy 58' Somfalvi 87' |

| Oláh Gábor utcai stadion, Debrecen Nézőszám: 3 500 Játékvezető: Bukovics József (magyar) |

| 18. forduló 2001. november 17. |

| Kispest–Honvéd       | 1 – 1   | Debreceni VSC                        |
| -------------------- | ------- | ------------------------------------ |
| Sasu 52' Aranyos 40' | (0 – 1) | Majoroš 29' 85' Hanák 12' Plókai 51' |

| Bozsik József Stadion, Budapest Nézőszám: 1 000 Játékvezető: Drucskó János (magyar) |

| 19. forduló 2001. november 20. |

| Debreceni VSC          | 0 – 1               | Ferencváros                                             |
| ---------------------- | ------------------- | ------------------------------------------------------- |
| Aleksic 39' Bajzát 64' | (0 – 1) Jegyzőkönyv | Gyepes 34' Lipcsei 40' Hrutka 45' Fülöp 64' Cheregi 88' |

| Oláh Gábor utcai stadion, Debrecen Nézőszám: 6 000 Játékvezető: Szabó Zsolt (magyar) |

| 20. forduló 2001. november 24. |

| Újpest                             | 2 – 2   | Debreceni VSC                                            |
| ---------------------------------- | ------- | -------------------------------------------------------- |
| Tamási 62' 32' Frunza 72' Pető 43' | (0 – 1) | Sketiani 45' 61' Kerekes 90+2' Aleksić 37' Nenadić 90+1' |

| Megyeri út, Budapest Nézőszám: 800 Játékvezető: Makai János (magyar) |

| 21. forduló 2001. december 1. |

| Debreceni VSC                                | 2 – 2   | Vasas                              |
| -------------------------------------------- | ------- | ---------------------------------- |
| Tiber 25' Nenadić 72' Majoroš 34' Plókai 59' | (1 – 2) | Zrlić 9' 41' Hegedűs 14' Andre 50' |

| Oláh Gábor utcai stadion, Debrecen Nézőszám: 3 000 Játékvezető: Megyebíró János (magyar) |

| 22. forduló 2001. december 5. |

| FC Sopron                                                | 2 – 2   | Debreceni VSC                                                             |
| -------------------------------------------------------- | ------- | ------------------------------------------------------------------------- |
| Horváth 19' Somogyi 80' Szabados 42' Vincze 60' Nagy 80' | (1 – 1) | Tiber 1' Nenadić 90' 89' Plókai 16' Sketiani 50' Ulveczki 55' Majoroš 87' |

| Káposztás utcai Stadion, Sopron Nézőszám: 2 000 Játékvezető: Szarka Zoltán (magyar) |

#### Tavaszi fordulók
| 23. forduló 2002. március 2. |

| Győri ETO                | 2 – 1   | Debreceni VSC        |
| ------------------------ | ------- | -------------------- |
| Szanyó 12' 38' Lakos 85' | (2 – 1) | Böőr 34' Bernáth 73' |

| Rába ETO Stadion, Győr Nézőszám: 3 500 Játékvezető: Szarka Zoltán (magyar) |

| 24. forduló 2002. március 9. |

| Debreceni VSC | 0 – 0   | Videoton           |
| ------------- | ------- | ------------------ |
|               | (0 – 0) | Tímár 29' Lins 47' |

| Oláh Gábor utcai stadion, Debrecen Nézőszám: 4 000 Játékvezető: Megyebíró János (magyar) |

| 25. forduló 2002. március 16. |

| Debreceni VSC                                                 | 4 – 3   | MTK Hungária                       |
| ------------------------------------------------------------- | ------- | ---------------------------------- |
| Bajzát 20' 59' Böőr 84' Nenadić 90+2' Szekeres 61' Kuttor 90' | (1 – 0) | Illés 48' Zavadszky 55' Juhász 81' |

| Oláh Gábor utcai stadion, Debrecen Nézőszám: 4 000 Játékvezető: Kassai Viktor (magyar) |

| 26. forduló 2002. március 23. |

| Dunaferr SE   | 0 – 0   | Debreceni VSC |
| ------------- | ------- | ------------- |
| Lengyel 90+1' | (0 – 0) |               |

| Dunaújváros Nézőszám: 1 500 Játékvezető: Makai János (magyar) |

| 27. forduló 2002. március 30. |

| Debreceni VSC                  | 1 – 6   | Zalaegerszegi TE                                                            |
| ------------------------------ | ------- | --------------------------------------------------------------------------- |
| Böőr 7' Kerekes 34' Kuttor 42' | (1 – 1) | Waltner 16' 89' Egressy 52' Nagy 68' 71' Kenesei 81' Szamosi 35' Molnár 70' |

| Oláh Gábor utcai stadion, Debrecen Nézőszám: 5 000 Játékvezető: Szabó Zsolt (magyar) |

| 28. forduló 2002. április 6. |

| Haladás    | 1 – 0   | Debreceni VSC |
| ---------- | ------- | ------------- |
| Alex 90+2' | (0 – 0) | Bajzát 74'    |

| Rohonci úti stadion, Szombathely Nézőszám: 6 000 Játékvezető: Szabó Róbert (magyar) |

| 29. forduló 2002. április 10. |

| Debreceni VSC         | 0 – 0   | Kispest–Honvéd                         |
| --------------------- | ------- | -------------------------------------- |
| Plókai 60' Turján 86' | (0 – 0) | Dubecz 30' Lőrincz 43' Németh 61′, 64′ |

| Oláh Gábor utcai stadion, Debrecen Nézőszám: 3 000 Játékvezető: Bukovics József (magyar) |

| 30. forduló 2002. április 13. |

| Ferencváros  | 0 – 1               | Debreceni VSC                                      |
| ------------ | ------------------- | -------------------------------------------------- |
| Dragóner 89' | (0 – 0) Jegyzőkönyv | Balog 81' (öngól) Hanák 15' Majoroš 67' Kuttor 85' |

| Üllői út, Budapest Nézőszám: 6 500 Játékvezető: Ábrahám Attila (magyar) |

| 31. forduló 2002. április 20. |

| Debreceni VSC                       | 1 – 1   | Újpest                         |
| ----------------------------------- | ------- | ------------------------------ |
| Szekeres 60' Bajzát 16' Bernáth 20' | (0 – 1) | Tokody 29' Erős 64' Vagner 77' |

| Oláh Gábor utcai stadion, Debrecen Nézőszám: 4 700 Játékvezető: Hajdó Attila (magyar) |

| 32. forduló 2002. április 24. |

| Vasas               | 1 – 0   | Debreceni VSC |
| ------------------- | ------- | ------------- |
| Váczi 73' Zabos 66' | (0 – 0) | Sketiani 44'  |

| Fáy utca, Budapest Nézőszám: 2 000 Játékvezető: Megyebíró János (magyar) |

| 33. forduló 2002. április 27. |

| Debreceni VSC | 0 – 0   | FC Sopron  |
| ------------- | ------- | ---------- |
| Majoroš 41'   | (0 – 0) | Vincze 41' |

| Oláh Gábor utcai stadion, Debrecen Nézőszám: 2 800 Játékvezető: Világi Balázs (magyar) |

| 34. forduló 2002. május 4. |

| Debreceni VSC                                | 2 – 2   | Haladás                                                                            |
| -------------------------------------------- | ------- | ---------------------------------------------------------------------------------- |
| Sketiani 52' 57' Takács 76' (öngól) Böőr 67' | (0 – 0) | Leandro 67' Filipović 73' Szekér 58' Preisinger 78′ Halmosi 80' Nagy 84' Kaj 90+1' |

| Oláh Gábor utcai stadion, Debrecen Nézőszám: 2 500 Játékvezető: Kassai Viktor (magyar) |

| 35. forduló 2002. május 11. |

| Debreceni VSC                                                   | 6 – 3   | Vasas                                         |
| --------------------------------------------------------------- | ------- | --------------------------------------------- |
| Nenadić 8' 43' Kiss 56' Böőr 58' 88' Szekeres 90+2' Bernáth 74' | (2 – 1) | Bükszegi 30' 85' 90+1' Árki 19' Schindler 50' |

| Oláh Gábor utcai stadion, Debrecen Nézőszám: 2 000 Játékvezető: Szabó Zsolt (magyar) |

| 36. forduló 2002. május 18. |

| FC Sopron              | 1 – 1   | Debreceni VSC                        |
| ---------------------- | ------- | ------------------------------------ |
| Tóth I. 50' Pintér 48' | (0 – 0) | Sketiani 81' Majoroš 31' Kerekes 90' |

| Káposztás utcai Stadion, Sopron Nézőszám: 3 500 Játékvezető: Juhos Attila (magyar) |

| 37. forduló 2002. május 22. |

| Kispest–Honvéd                 | 2 – 0   | Debreceni VSC                                 |
| ------------------------------ | ------- | --------------------------------------------- |
| Sasu 9' 70' Füzi 25' Dulca 56' | (1 – 0) | Bíró 9' Szekeres 29' Vadicska 48' Majoroš 77' |

| Bozsik József Stadion, Budapest Nézőszám: 600 Játékvezető: Megyebíró János (magyar) |

| 38. forduló 2002. május 25. |

| Debreceni VSC                                          | 4 – 0   | Győri ETO |
| ------------------------------------------------------ | ------- | --------- |
| Szekeres 8' Nenadić 35' 61' 67' Kerekes 72' Turján 65' | (2 – 0) |           |

| Oláh Gábor utcai stadion, Debrecen Nézőszám: 2 700 Játékvezető: Szabó Zsolt (magyar) |

#### Végeredmény (Alsóház)
| #  | Csapat                 | J  | Gy | D  | V  | Rg | Kg | Gk  | P  | Megjegyzés                  |
| -- | ---------------------- | -- | -- | -- | -- | -- | -- | --- | -- | --------------------------- |
| 7  | Kispest Honvéd FC      | 38 | 12 | 11 | 15 | 51 | 70 | -19 | 47 | 2002-es UEFA-Intertotó-kupa |
| 8  | MATÁV FC Sopron        | 38 | 10 | 14 | 14 | 54 | 60 | -6  | 44 |                             |
| 9  | Netforum-Debreceni VSC | 38 | 9  | 17 | 12 | 47 | 53 | -6  | 44 |                             |
| 10 | Győri ETO FC           | 38 | 10 | 14 | 14 | 51 | 64 | -13 | 44 |                             |
| 11 | s.Oliver-Haladás VFC   | 38 | 9  | 13 | 16 | 48 | 71 | -23 | 40 | Kiesett az NB I/B-be        |
| 12 | Vasas SC               | 38 | 7  | 11 | 20 | 51 | 78 | -27 | 32 | Kiesett az NB I/B-be        |

## Külső hivatkozások
- A csapat hivatalos honlapja Archiválva 2011. június 16-i dátummal a Wayback Machine-ben (magyarul)